# Итусайнго (Уругвай)
Итусайнго́ (исп. Ituzaingó) — небольшой город в южной части Уругвая, в департаменте Сан-Хосе.

## География
Расположен на дороге № 79, в 2,5 км к северу от дороги № 11, на берегу ручья Арройо-де-ла-Вирген. На другом берегу ручья находится город 25 августа, относящийся к департаменту Флорида. Абсолютная высота — 16 метров над уровнем моря.

## История
23 октября 1875 года получил статус села (Pueblo), а 15 октября 1963 года — статус малого города (Villa).

## Население
Население по данным на 2011 год составляет 771 человек.
| Год  | Население |
| ---- | --------- |
| 1963 | 708       |
| 1975 | 930       |
| 1985 | 734       |
| 1996 | 769       |
| 2004 | 740       |
| 2011 | 771       |

Источник: Instituto Nacional de Estadística de Uruguay